# Wulfilopsis leopoldina
Wulfilopsis leopoldina là một loài nhện trong họ Anyphaenidae.
Loài này thuộc chi Wulfilopsis. Wulfilopsis leopoldina được Antonio D. Brescovit miêu tả năm 1997.